# Knockout - Resa dei conti
Knockout - Resa dei conti (Haywire) è un film del 2011 diretto da Steven Soderbergh.
Il film ha per protagonista l'ex campionessa di arti marziali Gina Carano, affiancata da un ricco cast che comprende Channing Tatum, Michael Fassbender, Ewan McGregor, Michael Douglas e Antonio Banderas.

## Trama
Mallory Kane emerge dai boschi del Canada ed entra in una tavola calda. Dopo qualche minuto viene raggiunta da Aaron che è incaricato di riportarla da Kenneth. Al suo rifiuto, lui l'attacca per costringerla a seguirlo, ma viene ostacolato dagli altri clienti della tavola calda. Mallory riesce quindi a fuggire con uno dei clienti, Scott, e la sua macchina, cominciando a raccontargli com'è finita lì.
Barcellona. Mallory e una squadra di altre tre persone, tra cui Aaron, sono incaricate di liberare un ostaggio, Jiang. Dopo qualche giorno di pianificazione portano a termine la missione e consegnano l'uomo ai committenti che hanno incaricato la loro agenzia: Coblenz, un agente governativo americano, e Rodrigo, il contatto spagnolo di Coblenz. Poche ore dopo Mallory rassegna le sue dimissioni dall'agenzia di cui Kenneth è il capo.
Una volta tornata a casa, però, Kenneth tenta di convincerla a prendere un altro lavoro. Mallory accetta e va a Dublino, dove dovrà fingersi la moglie di un agente dell'MI6, Paul, che è riuscito a mettersi in contatto con un personaggio importante, Studer, ma ha bisogno di lei per completare l'avvicinamento. Mallory però non si fida di Paul e traccia il suo cellulare per controllarlo. A una festa in cui avrebbero dovuto prendere contatto con Studer, Mallory scopre in un magazzino il corpo di Jiang, l'ostaggio che avevano liberato a Barcellona. L'uomo stringe in una mano la spilla che Kenneth le aveva dato per farsi riconoscere da Paul. Mallory raggiunge Paul e torna in albergo con lui. Appena entrati in stanza lui l'aggredisce, ma lei ha la meglio e lo uccide. Poco dopo avverte il padre di stare in allerta, che è nei guai e che sta tornando a casa. Controllando il cellulare di Paul vede diverse chiamate perse e richiama il numero. Risponde Kenneth che, pensando essere Paul, chiede se il divorzio è definitivo. Mallory riattacca ed esce dall'albergo.
Capendo di essere seguita comincia a correre per seminare gli inseguitori. Si sbarazza prima del cellulare, ma mentre ne compra uno nuovo scopre che aveva un tracciatore nello zaino. Mentre la polizia la circonda, fugge sul tetto di un palazzo. Attraverso vari tetti e affrontando alcuni agenti, riesce alla fine a sfuggire al cordone della polizia, raggiungendo il porto e una nave diretta verso Londra. Prima chiama Rodrigo chiedendogli di chi è stata l'idea di Barcellona, poi lui chiama Coblenz per avvisarlo della chiamata di Mallory. Coblenz si mette subito in contatto con lei, chiedendole di continuare a fare quello che sta facendo, perché vuole scoprire altri crimini di Kenneth. Mallory va a Londra e da lì riesce a entrare in Canada dove pensava di incontrare Kenneth, trovando invece Aaron al suo posto.
Finito di raccontare la sua storia a Scott ed assicuratasi che il ragazzo la ricordi, incappano in un posto di blocco dal quale cercano di fuggire. Catturati, vengono condotti in un cantiere per incontrare dei federali che avrebbero dovuto prelevarli. Mallory cerca di mettere in guardia gli agenti ma non la ascoltano. Appena arrivati, i presunti federali uccidono gli agenti di polizia. Mallory riesce a liberarsi e a fuggire con l'auto su cui era in custodia Scott. Poco più tardi gli dà un numero e gli dice di raccontare tutto a Coblenz.
Mallory va da suo padre, John, l'unica persona di cui si fida, e mettono a punto una trappola per quando Kenneth si presenterà da lui con una storia in cui lei è una criminale collusa con il terrorismo e un'assassina a sangue freddo. Nel frattempo Coblenz chiede a Kenneth come mai non siano ancora riusciti a trovare Mallory e affidarla alla giustizia, mettendogli fretta e convincendolo ad andare dal padre di lei per costringerlo a collaborare.
Kenneth, Aaron e altri uomini arrivano a casa del padre di Mallory chiedendogli aiuto per consegnare la figlia. John durante la conversazione riesce a far venire dei dubbi ad Aaron sulla legittimità delle loro azioni e di quel che è successo a Barcellona. Mallory fa saltare la corrente e comincia ad aggredire gli uomini di scorta, intanto manda un messaggio ad Aaron con la foto del cadavere di Jiang. Accusato da Aaron, Kenneth gli spara e fugge.
Mallory si incontra con Coblenz che le offre un lavoro per il governo, incluse una reputazione ripulita e la posizione attuale di Kenneth. Mallory però ci vuole pensare e raggiunge Kenneth in Messico.
Kenneth è solo su una spiaggia per una passeggiata, Mallory lo aggredisce e Kenneth finisce con una gamba incastrata tra gli scogli mentre la marea sta salendo. Interrogato da Mallory, confessa che Barcellona era tutta un complotto. Rodrigo aveva approfittato delle necessità sue e di Studer e le aveva combinate: Studer aveva bisogno di eliminare Jiang, un giornalista dissidente giapponese che in realtà non era in ostaggio, ma ospite in una casa protetta proprio a causa degli articoli che aveva pubblicato su Studer; Kenneth doveva impedire che Mallory si mettesse in proprio rubandogli tutti i clienti. Una volta liberato il giornalista, Rodrigo lo aveva consegnato a Studer che l'aveva eliminato, e Kenneth aveva assoldato Paul convincendolo che lei era una pericolosa criminale da eliminare e incastrare, mettendo la spilla che indossava addosso al giornalista. L'unico intento di Rodrigo era il denaro.
Ottenuta la confessione, Mallory lascia Kenneth ad affogare sugli scogli.
Qualche giorno dopo è a Maiorca e irrompe nella suite d'albergo dove Rodrigo si sta godendo la sua nuova luna di miele.

## Produzione
Il film è stato annunciato nel settembre del 2009, inizialmente con il titolo Knockout, poi cambiato in Haywire prima dell'inizio della produzione. La sceneggiatura è stata appositamente scritta per girare il film a Dublino. Le riprese si sono svolte principalmente in Irlanda, tra febbraio e marzo 2010 con budget attorno ai 25 milioni di dollari. Alcune riprese sono state effettuate a Blessington, nella contea di Wicklow, e a Los Alamos nel Nuovo Messico.

## Distribuzione
Il primo trailer è stato mostrato il 22 luglio 2011 nel corso del Comic-Con 2011. Il primo paese a distribuire il film nelle sale è stato l'Irlanda in data 5 agosto 2011, successivamente è uscito nelle sale statunitensi il 20 gennaio 2012.

### Box office
Il film ha incassato $18.9 milioni negli USA e $34.5 milioni nel mondo.